# الدوري المكسيكي الممتاز 1941–42
الدوري المكسيكي الممتاز 1941–42 (بالإسبانية: Liga Mayor 1941-42)‏ هو موسم من Primera Fuerza ‏. كان عدد الأندية المشاركة فيه 8، وفاز فيه ريال إسبانيا ‏.